# 1989년 로스앤젤레스 영화 비평가 협회상
제15회 로스앤젤레스 영화 비평가 협회상은 1989년 12월 16일 발표되어 1990년 1월 16일에 열린 시상식이다.

## 수상 및 후보

### 작품상
- 똑바로 살아라

### 감독상
- 똑바로 살아라 - 스파이크 리 수상

### 남우주연상
- 나의 왼발 - 다니엘 데이 루이스 수상

### 여우주연상
- 섹스 거짓말 그리고 비디오테이프 - 앤디 맥도웰 수상
- 사랑의 행로 - 미셸 파이퍼 수상

### 남우조연상
- 똑바로 살아라 - 대니 에일로 수상

### 여우조연상
- 나의 왼발 - 브렌다 프리커 수상

### 각본상
- 드러그스토어 카우보이 - 구스 반 산트 수상
- 드러그스토어 카우보이 - Daniel Yost 수상

### 촬영상
- 사랑의 행로 - 마이클 볼하우스 수상

### 음악상
- 똑바로 살아라 - 빌 리 수상

### 외국어영화상
- 디스턴트 보이스 스틸 리브스 - Terence Davies 수상
- 여자 이야기 - 끌로드 샤브롤 수상

### 다큐멘터리상
- 로저와 나 - 마이클 무어 수상

### 애니메이션상
- 인어 공주 - 존 머스커 수상
- 인어 공주 - 론 클레멘츠 수상

### 독립영화상
- 긴 주말 - 그렉 아라키 수상

### 신인상
- 섹스 거짓말 그리고 비디오테이프 - 로라 산 지아코모 수상